# スチュアート・フリーボーン
スチュアート・フリーボーン（Stuart Freeborn, 1914年9月5日 - 2013年2月5日）は、イギリスのメイクアップアーティストである。「現代メイクアップ・デザインの祖父」と言われ、『スター・ウォーズ』旧三部作のヨーダのデザインで知られる。

## キャリア
『スター・ウォーズ』旧三部作ではチューバッカ、ヨーダを含む多数のキャラクターのメイクアップをデザインし、特にヨーダは自分の顔をベースにしてアルベルト・アインシュタインの一部を加えた。『ジェダイの復讐』で使われたジャバ・ザ・ハットのパペットのデザインを監督し、またイウォークを作り上げた。
スタンリー・キューブリック監督の『2001年宇宙の旅』の「人類の夜明け」の場面では類人猿のメイクを務めた。また同じくキューブリックの『博士の異常な愛情 または私は如何にして心配するのを止めて水爆を愛するようになったか』では3つのキャラクター演じるピーター・セラーズのメイクに取り組んだ。フリーボーンとセラーズは他に『ヘブンズ・アバーブ』、『これがピーター・セラーズだ!/艶笑・パリ武装娼館』などでも共同している。フリーボーンはさらに『スーパーマン』シリーズでメイクアップ視覚監修を務めた。

## 私生活
2013年2月5日にロンドンで98歳で亡くなった。
妻のケイとは3人の子供をもうけたがそのうち1人のグラハムは1986年に亡くなった。またケイも2012年に亡くなった。

## 主なフィルモグラフィ
- バグダッドの盗賊 The Thief of Bagdad (1940)
- オリヴァ・ツイスト Oliver Twist (1948)
- 戦場にかける橋 The Bridge on the River Kwai (1957)
- 博士の異常な愛情 または私は如何にして心配するのを止めて水爆を愛するようになったか Dr. Strangelove (1964)
- 2001年宇宙の旅 2001: A Space Odyssey (1968)
- 不思議の国のアリス Alice's Adventures in Wonderland (1972)
- オーメン The Omen (1976)
- スター・ウォーズ Star Wars (1977)
- スーパーマン Superman (1978)
- スター・ウォーズ/帝国の逆襲 Star Wars: The Empire Strikes Back (1980)
- スーパーマンII Superman II (1980)
- スター・ウォーズ/ジェダイの帰還 Star Wars: Return of the Jedi (1983)
- スーパーマンIII Superman III (1983)
- スーパーマンIV Superman IV: The Quest for Peace (1987)